# Blanca Aráuz
Blanca Stella Aráuz Pineda (San Rafael del Norte, 25 de mayo de 1909 - 2 de junio de 1933), fue una telegrafista nicaragüense, sanrafaelina, esposa del General Augusto C. Sandino. Es conocida por haber ayudado a elaborar sus estrategias al General Sandino, en pro de la soberanía de Nicaragua, durante la dictadura somocista. 

## Primeros años
Blanca Aráuz nació en San Rafael del Norte, Jinotega, el 25 de mayo de 1909. Fue hija de Pablo Jesús Araúz Rivera y Esther Pineda Rivera, primos hermanos que se habían casado y procreado 11 hijos. La familia Arauz Pineda, se estableció en el municipio de San Rafael del Norte, del departamento de Jinotega.
De acuerdo a información proporcionada por su nieto, el Ingeniero Walter Castillo Sandino, Don Pablo Jesús Arauz Rivera, era un hombre multifacético, de mucho talento y dones. Doña Esther Pineda Rivera, madre de Blanca, era maestra de Profesión, además de modista, diseñadora de trajes y poseedora grandes dotes culinarios. De la misma valía eran todos los hermanos de Blanca Stella. Eran telegrafistas y al igual que sus padres, manejaban el alfabeto Morse, la cual parecía ser su lengua natal, porque todos lo aprendían desde muy niños. Según el Ingeniero Castillo, a Blanca le apasionaba la lectura, escribía versos y poemas, además de haber aprendido el oficio de su padre.
La familia era de modesto vivir con pensamiento amplio, muy queridos todos por el pueblo segoviano. La casa donde habitó Blanca Stella, se considera hoy día como histórica, y está ubicada sobre la calle real de San Rafael del Norte, Departamento de Jinotega. A la edad de 10 años, aprendió el oficio de su padre, quien fue telegrafista. De igual forma aprendió el código morse, que representaba el lenguaje universal tanto para el uso civil, como militar.
Blanca Stella tenía entre sus ancestros a la familia Rodríguez, por el lado de la madre. Su abuela Inés Pineda Rodríguez, estaba emparentada directamente con el Héroe Nacional Benjamín Zeledón Rodríguez. En algún lugar del frondoso árbol genealógico de los Arauz, se encuentran las ramas de Blanca Arauz Pineda y de Carlos Fonseca Amador, según manifiesta el doctor Aldo Díaz Lacayo.
Blanca Aráuz es reconocida por sus habilidades comunicacionales, que le permitían transmitir mensajes en Código Morse, utilizaba la comunicación kinésica para brindar información y lograba interceptar comunicaciones telegráficas del enemigo.

## Relación con Sandino
Augusto C Sandino fue líder de la resistencia nicaragüense contra el ejército de ocupación estadounidense en Nicaragua. Su lucha guerrillera logró que las tropas de los Estados Unidos salieran del país, no sin antes crear la Guardia Nacional y poner a su frente al general Anastasio Somoza García, quien, a traición, acabaría ordenando asesinar a Sandino por órdenes de la propia Embajada norteamericana.
Blanca se casa con el General Augusto César Sandino en la Iglesia de San Rafael del Norte, el 18 de mayo de 1927. Tras una breve e intensa luna de miel, de apenas dos días, Sandino se internó en las selvas segovianas, y Blanca Stella se dedicó a trabajar, gozosa e intensamente por la liberación de su patria, apoyando la lucha de su marido. Después de casarse con Sandino, el Telégrafo de San Rafael del Norte permaneció en la casa familiar de Blanca durante años, y fue utilizada, eventualmente, con la presencia del General Sandino, como Cuartel General del Ejército Defensor de la Soberanía Nacional de Nicaragua.
Blanquita, como se le conoce popularmente, tuvo participación activa en el Ejército Defensor de la Soberanía Nacional de Nicaragua (EDSNN), realizando acciones de inteligencia, logística y traslado de información entre las columnas guerrilleras del General Sandino. El escritor e investigador, Carlos Salazar Alfaro, ha llamado a Blanca Stella Aráuz Pineda "Madre de la Patria."

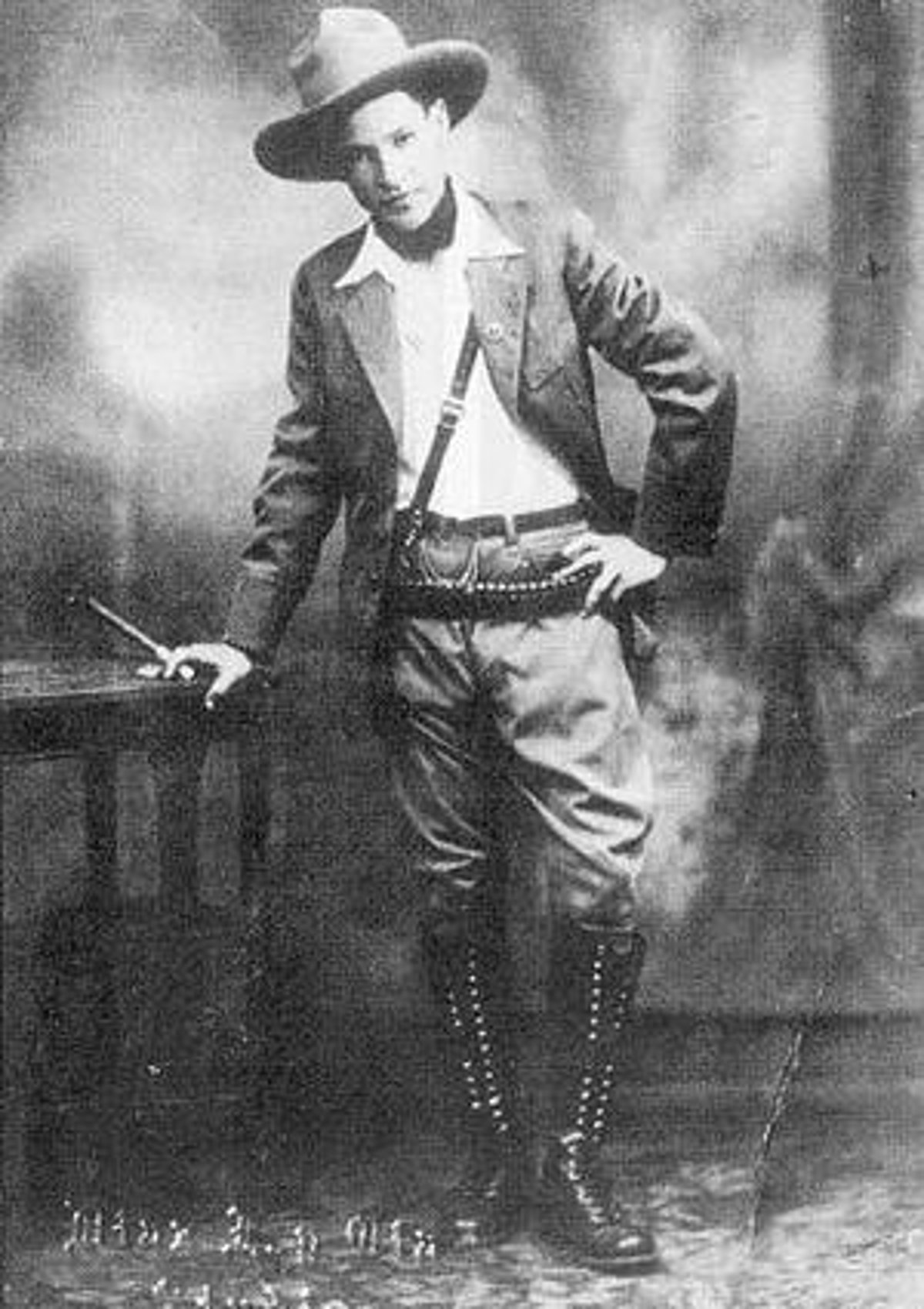
Augusto César Sandino, esposo de Blanca desde 1927, hasta la muerte de ésta en 1933.

Don Edelberto Torres Espinoza relata: “Blanca Aráuz fue una colaboradora de Sandino desde antes de su matrimonio, en su oficina de telegrafista de San Rafael del Norte, flor viva de humanidad a los 18 años de su primaveral juventud. Fue para Sandino todo lo que una amante, fiel y abnegada compañera pudiera ser. Lo colmó de felicidad en la intimidad conyugal, de secretaria en diversas temporadas, lo siguió a la montaña y aprendió el manejo del Springfield dispuesta a batirse”.
Desde 1927, comenzó a participar con marido Sandino en la planificación de difíciles e importantes estrategias militares. “Blanca y yo discutimos en privado el plan de combinación que debía permitirnos el envío de fuerzas al General Moncada y la toma de la ciudad de Jinotega." Blanca supo desempeñarse con mucha eficiencia, tanto en la montaña como en las ciudades, razón por la cual Sandino la puso al frente de los intentos de negociaciones de la paz.
Esto lo destaca en términos inobjetables Sandino: “No porque sea mi esposa… los servicios de enlace confidencial que nos prestó como telegrafista son imponderables”.
En 1930, Blanca se trasladó a la montaña para operar como Asistente personal del General Sandino y secretaria del Estado Mayor del Ejército Defensor de la Soberanía Nacional (EDSN), dato que también lo consigna el propio Sandino: “En la última etapa de la guerra, Blanca sirvió como mi secretaria privada."
Fue humillada y encarcelada en dos ocasiones. En marzo de 1929, fue prisionera junto a su madre y hermana, y las trasladaron a Managua. Luego de ser torturada y ultrajada durante siete meses, fueron dadas en libertad, pero siempre bajo vigilancia. A mediados de 1930, nuevamente puesta en prisión en la “cárcel de la 21”, en León, considerado uno de los peores sitios para guardar prisión en aquellos tiempos. Ahí permaneció por varios meses. Siempre le acompañaron a la cárcel su madre Esther y su hermana Lucila. Sobre este episodio, el General Sandino se expresó en los términos siguientes: “Oh infame Moncada, verdugo de mujeres indefensas, ya cumpliste con el mandato de tus amos, maldito seas, infame”. Finalmente, por orden directa del presidente Juan Bautista Sacasa, fue puesta en libertad.
Blanca Aráuz fue la responsable de conducir personalmente a la Comisión de Paz del gobierno de Don Juan Bautista Sacasa, al Cuartel General, en donde se realizaron las conversaciones conducentes a la paz. Sufrió como mujer y madre, al perder sus hijos en gestación producto de la represión y de los avatares de la lucha del pueblo nicaragüense en ese momento. Demostró su valor y heroísmo superando siempre esas dolorosas circunstancias.

## Muerte
A la medianoche del 2 de junio de 1933, dio a luz a su hija, Blanca Segovia (así le llamó su padre para recordar a su madre y al pueblo en el cual fue feliz). A causa de un parto complicado, atendido por la comadrona Doña Angélica Rodríguez, y por el médico del pueblo, Don Lisandro Herrera, Blanca pierde la vida. Al momento de su muerte, tenía 24 años. Sobre el fatídico momento, se sabe que nació la bebé, pero la placenta no salió. Blanca ya no resistía, había pasado muchas horas de angustia. El médico explicó que madre e hija aún estaban unidas. "Tiene que decidir a quién salvamos", explicó el médico. Su esposo Sandino, pidió salvar a la madre, pero Blanca se negó, pidiendo salvar a la niña. Entonces, el médico cortó el cordón umbilical para salvar a la niña, muriendo Blanca en el acto. Falleció en su natal San Rafael del Norte.
Presentes en esos difíciles momentos, sus padres, sus hermanos, hermanas y los más allegados del General Sandino, le acompañaron toda la noche, y parte de ese primer viernes del mes, donde toda la familia acostumbraba a ir a misa de las 7 a. m.. 

## Legado
Blanca Aráuz representa la bravura de la mujer nicaragüense, con conciencia social, y la convicción de que el país podía ser liberado de la intervención norteamericana. 
La poetisa leonesa María Manuela Sacasa de Prego, al referirse a Blanca Aráuz, sentencia: “Blanca Stella era faro, guía luz en las noches oscuras del General, era bálsamo consolador cuando algo no salía como previsto, compartía con su esposo las acciones a realizarse, y ese sexto sentido que dicen que tenemos las mujeres lo aplicaba muy bien el General. Y el General sonreía y con un beso sellaba la inducción que ella le hacía. Blanca era su secretaria, su confidente, su amiga, su compañera, su esposa adorada que supo estar a la par de ese gran hombre cuando llegó la comisión de paz del Presidente Sacasa teniendo una actuación muy valiosa. En fin, todo lo que ella hacía era de un valor imponderable y de una inteligencia y sagacidad prestigiada, además era poeta, y escribió el Himno del Ejército Defensor de la Soberanía Nacional”.
La Asamblea Nacional, mediante Ley N.º 897, publicada en La Gaceta, Diario Oficial, N.º 48, del 11 de marzo de 2015, declara Heroína Nacional de la República, a Blanca Aráuz Pineda. (Presentado el 4 de marzo de 2015, por la Comisión de Educación, Cultura Deportes y Medios de Comunicación Social) (N.º Reg. 20158486). Acta de la Primera Sesión Ordinaria XXXI Legislatura, Orden del Día N.º 1 /13 de enero de 2015, Sección III, numeral 3.6. Fecha de Aprobación: 28 de enero de 2015. Ese mismo día, en Sesión Especial, se Condecora con la Medalla de Honor Asamblea Nacional a la Heroína Nacional “Blanca Aráuz Pineda” y seguido se realizó la imposición de la Condecoración de la Medalla de Honor “Asamblea Nacional” a la señora “Blanca Segovia Sandino Aráuz, por el Ingeniero René Núñez Téllez, Presidente de la Asamblea Nacional.